# Dicrocaulon grandiflorum
Dicrocaulon grandiflorum är en isörtsväxtart som beskrevs av H.-d. Ihlenfeldt. Dicrocaulon grandiflorum ingår i släktet Dicrocaulon och familjen isörtsväxter. Inga underarter finns listade i Catalogue of Life.